# 格雷扎戈
格雷扎戈（義大利語：Grezzago），是意大利米兰省的一个市镇。总面积2.49平方公里，人口2764人，人口密度1110.0人/平方公里（2009年）。国家统计（ISTAT）代码为015110。